# Guillermo Meléndez
Guillermo Meléndez (Galeana, Nuevo León, 1947 - Monterrey, Nuevo León, 2022). Licenciado en Ciencias Jurídicas y escritor mexicano. 

## Biografía
Colaborador frecuente de la prensa cultural nacional e internacional: Aquí vamos, del periódico El Porvenir; El Volantín, del periódico Milenio Diario de Monterrey; Ensayo, del periódico El Norte; Armas y Letras, revista literaria de la Universidad Autónoma de Nuevo Léon; Deslinde, revista de la Facultad de Filosofía y Letras de la UANL; Revista El cuento; Periódico de Poesía del DF; Fronteras de México; Empireuma de Orihuela España; Repertorio Americano de Costa Rica.

## Obras
- Perdido mas no tan loco (cuadernos El moro, Monterrey 1979)
- Jacinto enloquecido (STUANL, Monterrey, 1985)
- Cifra incierta (en el colectivo Estrategias de la nostalgia UNAM, México D.F 1989)
- Astillas de arce (Escuela Normal Miguel F. Martínez, Monterrey,1989)
- Diario del sillayama (ayuntamiento de Guadalupe Nuevo León,1993)
- La penúltima piel (Ediciones del Azar, Chihuahua,1994)
- Inmundi (ediciones Toque, Guadalajara, Jalisco, 1995)
- Memorias del aljibe (Libros de la mancuspia, Monterrey, 1998)
- Ciudad del náufrago (Antología, Fondo de Cultura económica, México D.F., 2002)
- Cuaderno de la nieve (Mantis Editores, Guadalajara Jalisco, 2004)
- Circo romano (El árbol ediciones, Jiquilpan, Michoacán, 2007)
- Hiel: diario de un Ruco (Versus/ Posdata ediciones, Monterrey, 2011)
- Mi mejor lapiz (Libros de la Mancuspia / UANL, Monterrey, 2018)